# Laotiaanse boomtimalia
De Laotiaanse boomtimalia (Stachyris herberti) is een endemische boomtimalia uit het geslacht Stachyris en de familie Timalia's (Timaliidae). De vogel komt alleen voor in het grensgebied van Laos en Vietnam. De vogel werd in 1920 geldig beschreven door de Britse ornitholoog Edward Charles Stuart Baker als Nigravis herberti, vernoemd naar E.J. Herbert die de vogel op 24 februari 1920 verzamelde.

## Kenmerken
De Laotiaanse boomtimalia is ongeveer 18 cm lang; de vogel is egaal roetzwart gekleurd met een bleek gekleurde oogring en snavel.

## Verspreiding en leefgebied
De Laotiaanse boomtimalia werd in de jaren 1920 ontdekt op twee locaties in het laagland van Midden-Laos. In 1994 werd ontdekt dat ook in Midden-Vietnam (Annam) in het regenwoud deze boomtimalia's voorkwamen. Het leefgebied bestaat uit bossen op sterk geaccidenteerde, karstbodems in heuvelland tussen de 230 en 610 m boven de zeespiegel. De vogel foerageert op ongewervelde dieren in rotsspleten en tussen rottend blad.

## Status
De Laotiaanse boomtimalia heeft een beperkt verspreidingsgebied en daardoor leek de kans op de status kwetsbaar (voor uitsterven) in 1994 en 1996 verdedigbaar, omdat laaglandregenwoud op grote schaal wordt gekapt. Later bleek dat de bossen waarin deze boomtimalia's voorkomen worden ontzien omdat ze lastig toegankelijk zijn en ongeschikt om als landbouwgebied te gebruiken. Daarom werd de status tussen 2004 en 2008 gevoelig en sinds 2010 staat de vogel als niet bedreigd op de Rode Lijst van de IUCN.